# サロモン・カルー
サロモン・アルマン・マグロワール・カルー（Salomon Armand Magloire Kalou, 1985年8月5日 - ）は、コートジボワール・オウメ出身のサッカー選手。元コートジボワール代表。ポジションはフォワード。兄のボナベントゥル・カルーは元コートジボワール代表のサッカー選手であった。

## 経歴

### クラブ

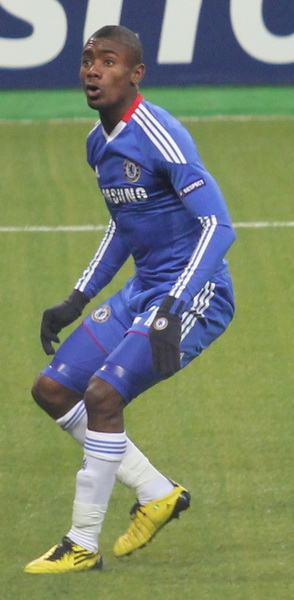
チェルシーFCでのカルー

元フランス代表のジャン＝マルク・ギユーがコートジボワールに設立したアカデミーの出身。
コートジボワール代表でもある兄のボナベントゥル・カルーの勧めでASECミモザから2003年に当時兄の所属していたフェイエノールトに移籍するが、兄とは入れ替わる形での入団になった。フェイエノールト時代は、ディルク・カイトとエールディヴィジ屈指の2トップを形成した。その後、フェイエノールトと提携関係にあるSBVエクセルシオールへのレンタル移籍を経て、2004-05シーズンにレギュラーポジションを獲得。同シーズンには、31試合20得点と結果を残して、一躍その名をオランダ中に轟かせた。その活躍により、オランダの年間若手最優秀選手に贈られるヨハン・クライフ賞を受賞。翌2005-06シーズンも34試合に出場し15得点と安定した活躍を見せた。
2006-07シーズンはチェルシーFCに移籍。移籍1年目のシーズンでリーグ戦27試合出場6得点を記録した。2008-09シーズンのアフリカ年間若手最優秀選手賞に選ばれた（年間最優秀選手賞はトーゴのエマニュエル・アデバヨール）。2010年は出場機会数こそは減るものの、4月25日のストーク・シティFC戦でチェルシーでは自身初となるハットトリックを達成するなど能力の高さを証明している。
2011-12シーズン終了後、チェルシーを退団。その後、リールに4年契約で移籍した。キャリア初期のエデン・アザールと共闘する。
2014年8月31日、ドイツ・ブンデスリーガのヘルタ・ベルリンと2017年6月までの3年契約を結んだと発表した。。
2020年7月9日、ボタフォゴFRと正式契約。ヨーロッパから舞台を移したカルーは、本田圭佑に続く2人目のポタフォゴのサプライズになった。しかし、チームは迷走を続け、5度の監督交代を経て2部降格。本田はシーズン終盤に退団し、カルーも2021年4月に退団した。

### 帰化騒動
カルーはコートジボワールの出身だが、オランダ代表でのプレーを望んでおり、帰化の申請をしていた。A代表のマルコ・ファン・バステン監督もカルーを絶賛し、「カルーはオランダ代表としてプレーするべきだ」と発言していて何度もカルーのプレイを視察に来ていた。カルー自身もコートジボワール代表のオファーを断り続け（A代表の出場歴がある選手は他の国のA代表としては出場できない。ただし、年齢制限のある代表しか出場歴がない場合は、他のA代表としての出場は可能）あとは移民局からの判断を待つだけとなる。
しかし移民に寛容な政策をとってきたオランダだが、EU統合後は移民に対して厳しい処置を取るようになってきていた。そんな中で、サッカーにはあまり興味のない女性大臣のリタ・フェルドンクが、カルーの帰化を簡単に認めなかった。通常なら帰化には最低でも5年の月日が必要だが、この時点でカルーは2年しかオランダでのプレイ経験がなかった。ファン・バステン監督も公式に反論し「申請が通れば、必ず代表に招集する」とまで言い、一時は再検討となったが、結局帰化は認められず、2006 FIFAワールドカップの出場はならなかった。

### コートジボワール代表

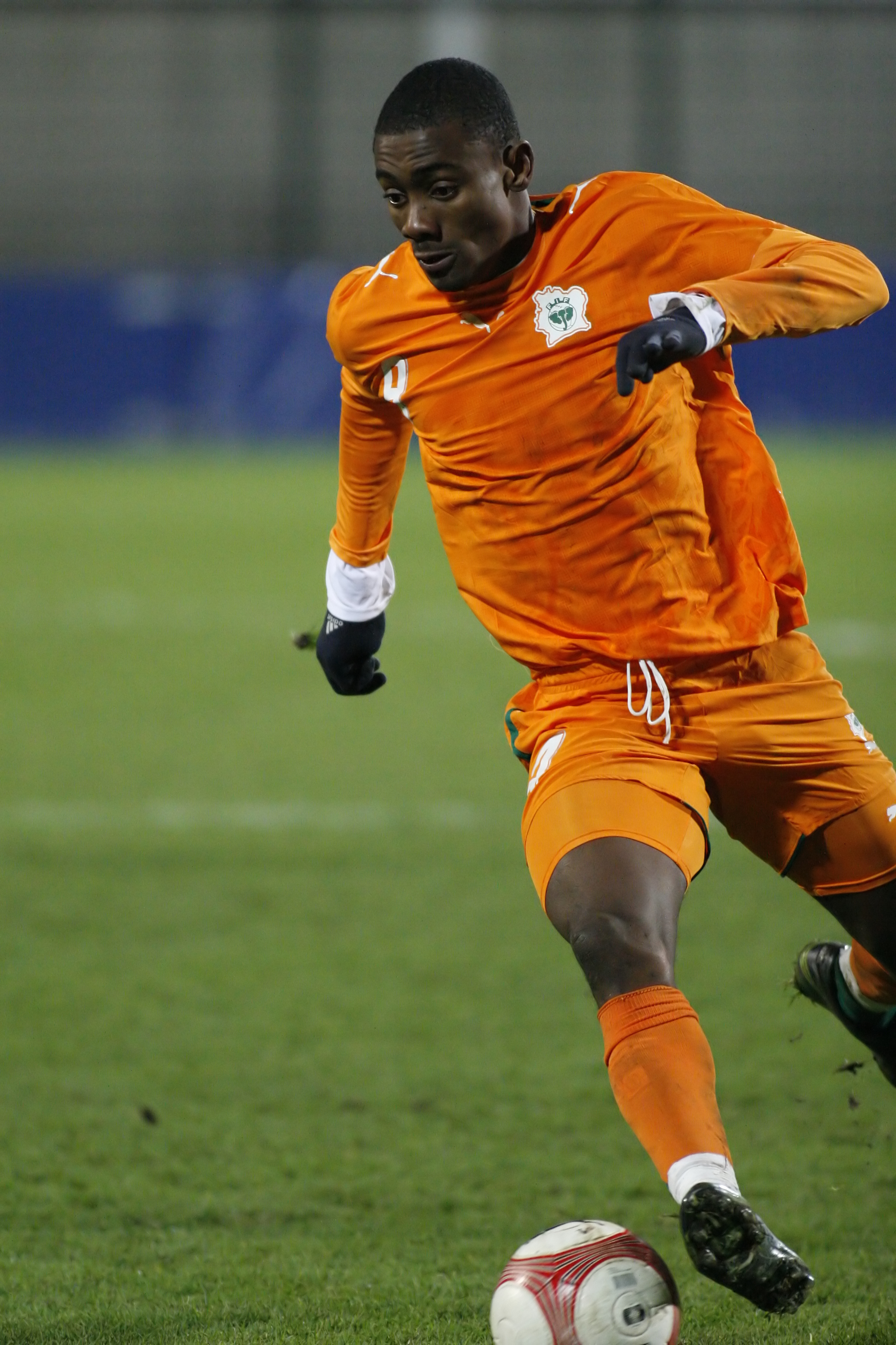
コートジボワール代表でのカルー

カルーは、「母国コートジボワール代表としてプレイする。」と語った。その後、コートジボワールのA代表にデビューした。2008年には、北京オリンピックに出場。
2014年ブラジル大会出場。この時、グループリーグで元日本代表MF本田圭佑と対戦し、後にチームメートになる。また、アフリカネイションズカップ2017に参戦した。2020年現在、カルー最後の国際大会記録になった。

## 個人成績
| クラブ                  | シーズン     | リーグ | リーグ | リーグ   | FAカップ | FAカップ | FAカップ | リーグカップ | リーグカップ | リーグカップ | 国際大会 | 国際大会 | 国際大会 | 合計 | 合計 | 合計     |
| クラブ                  | シーズン     | 出場   | 得点   | アシスト | 出場     | 得点     | アシスト | 出場         | 得点         | アシスト     | 出場     | 得点     | アシスト | 出場 | 得点 | アシスト |
| ----------------------- | ------------ | ------ | ------ | -------- | -------- | -------- | -------- | ------------ | ------------ | ------------ | -------- | -------- | -------- | ---- | ---- | -------- |
| フェイエノールト        | 2003-04      | 2      | 0      | –        | 0        | 0        | 0        | 0            | 0            | 0            | 0        | 0        | 0        | 2    | 0    | –        |
| エクセルシオール (loan) | 2003-04      | 11     | 4      | –        | 0        | 0        | 0        | 0            | 0            | 0            | 0        | 0        | 0        | 11   | 4    | –        |
| フェイエノールト        | 2004-05      | 31     | 20     | –        | 2        | 3        | –        | 0            | 0            | 0            | 7        | 4        | –        | 40   | 27   | –        |
| フェイエノールト        | 2005-06      | 36     | 15     | –        | 2        | 0        | –        | 0            | 0            | 0            | 2        | 0        | –        | 40   | 15   | –        |
| フェイエノールト        | オランダ     | 80     | 39     | –        | 4        | 3        | –        | 0            | 0            | 0            | 9        | 4        | –        | 93   | 46   | –        |
| チェルシー              | 2006-07      | 33     | 7      | 5        | 7        | 1        | 2        | 6            | 1            | 3            | 11       | 0        | 0        | 57   | 9    | 10       |
| チェルシー              | 2007-08      | 30     | 7      | 9        | 3        | 1        | 1        | 4            | 2            | 0            | 11       | 1        | 0        | 48   | 11   | 10       |
| チェルシー              | 2008-09      | 27     | 6      | 4        | 6        | 2        | 3        | 2            | 1            | 2            | 8        | 1        | 1        | 43   | 10   | 10       |
| チェルシー              | 2009-10      | 23     | 5      | 3        | 4        | 1        | 0        | 3            | 3            | 0            | 6        | 3        | 0        | 36   | 12   | 3        |
| チェルシー              | 2010-11      | 31     | 10     | 3        | 3        | 2        | 1        | 1            | 0            | 0            | 6        | 0        | 2        | 41   | 12   | 6        |
| チェルシー              | 2011-12      | 12     | 1      | 1        | 5        | 1        | 0        | 2            | 1            | 0            | 7        | 2        | 0        | 26   | 5    | 1        |
| チェルシー              | イングランド | 156    | 36     | 25       | 28       | 8        | 7        | 18           | 8            | 5            | 49       | 7        | 3        | 251  | 59   | 40       |
| 通算                    | 通算         | 236    | 75     | 25       | 32       | 11       | 7        | 18           | 8            | 5            | 58       | 11       | 3        | 344  | 105  | 40       |

## 代表歴

### 出場大会
- コートジボワール代表
  - 2010 FIFAワールドカップ
  - 2014 FIFAワールドカップ

### 試合数
- 国際Aマッチ 97試合 28得点（2007年-2017年）[5]

| コートジボワール代表 | 国際Aマッチ | 国際Aマッチ |
| 年                   | 出場        | 得点        |
| -------------------- | ----------- | ----------- |
| 2007                 | 7           | 3           |
| 2008                 | 10          | 5           |
| 2009                 | 7           | 1           |
| 2010                 | 12          | 3           |
| 2011                 | 5           | 1           |
| 2012                 | 11          | 6           |
| 2013                 | 11          | 3           |
| 2014                 | 9           | 4           |
| 2015                 | 11          | 2           |
| 2016                 | 5           | 0           |
| 2017                 | 9           | 0           |
| 通算                 | 97          | 28          |

## タイトル

### クラブ
チェルシーFC
- プレミアリーグ (1) : 2009-10
- FAカップ (4) : 2006-07, 2008-09, 2009-10, 2011-12
- フットボールリーグカップ (1) : 2006-07
- コミュニティーシールド (1) : 2009
- UEFAチャンピオンズリーグ (1) : 2011-12

### 個人
- ヨハン・クライフ賞 2005